# Dryophytes immaculatus
Dryophytes immaculatus är en groddjursart som beskrevs 1888 av Oskar Boettger 1888. Arten placeras antingen i släktet Dryophytes eller Hyla, i familjen lövgrodor. Inga underarter finns listade i Catalogue of Life.

## Utbredning
D. immaculatus förekommer över ett stort utbredningsområde i centrala och östra Kina. 

## Ekologi
Den lever i låglandet. Habitatet varierar mellan lövfällande skog, buskskog, gräsmarker och våtmarker. De lever i växtlighet intill pölar, bäckar, floder och insjöar.
Honor lägger sina ägg i sjöar, pölar och på tillfällig översvämmade områden med tät växtlighet av örter. Där sker grodynglens utveckling.

## Status och hot
Lokalt hotas beståndet av övergödning samt urbanisering. I utbredningsområdet inrättades flera skyddszoner. Dryophytes immaculatus är fortfarande vanligt förekommande. IUCN kategoriserar arten globalt som livskraftig.